# Testi poznavanja dela
Testi poznavanja dela so skupina psiholoških testov, ki jih uporablja psihologija dela in organizacije, predvsem v selekcijskih postopkih izbire kadra. Poznamo več sorodnih oblik testov in sicer teste poznavanja dela, preizkuse implicitnega znanja (tacitnega znanja) in teste situacijske presoje. Vsem je skupno, da vprašanja na testih predstavljajo probleme ali opisujejo situacije značilne za specifično delovno mesto. Posamezniki odgovarjajo bodisi v prosti obliki ali hierarhično ocenjujejo vnaprej podane odgovore. S testi poznavanja dela ocenjujemo praktična znanja in izkušnje posameznikov.

## Vrste testov poznavanja dela
Testi poznavanja dela
Tudi testi dosežkov ali testi mojstrstva so tipično sestavljeni testi, z vprašanji izbirnega tipa. Njihov namen je ocenjevanje tehničnega in profesionalnega strokovnega znanja znotraj specifičnih področjih. Testi poznavanja dela ocenjujejo znanje, ki ga oseba že poseduje v obdobju, v katerem rešuje test. So testi, ki jih uporabljamo pri posameznikih, ki so se znašli v selekcijskem postopku za zaposlitev ali napredovanje. To so posamezniki, ki morajo že posedovati določeno količino znanja, preden jih sploh lahko zaposlimo ali priporočimo za napredovanje.
Preizkusi implicitnega znanja
So mere praktične inteligentnosti, s katerimi merimo tacitno znanje in ekspertnost. To pa zajema osebne izkušnje, dojemanja, spoznanja in znanja, ki so implicitna ali nakazana, ne pa dejansko izražena.
Testi situacijske presoje
Testi situacijske presoje (tudi testi primerov in simulacije dela) so testi s predvidenimi hipotetičnimi situacijami, ki se lahko pojavijo na delovnem mestu. Posameznik mora izbirati med podanimi odgovoriti ali oceniti primernost že podanih odgovorov. V nasprotju s klasičnimi testi znanja, uspeh na testih situacijske presoje ni odvisen od akademskega znanja. Aplicirani so lahko preko različnih modalnosti, v klasični pisni obliki, v testnih polah, preko videa ali zvočnih posnetkov. Z njimi ugotavljamo vedenjske težnje posameznikov in ocenjujemo kako se obnašajo v določenih situacijah.
Testi za pridobivanje licenc
Za teste poznavanja dela veljajo tudi testi za pridobivanje raznih licenc ali certifikatov za opravljene strokovne programe in izobraževanja. Tako licenca kot certifikat namreč predstavljata proces pridobivanja določenih kompetenc znotraj določenega delovnega področja. Uspešen rezultat na testu poznavanja dela je navadno glavna zahteva in osnova za pridobitev dovoljenja za opravljanje poklica. Pridobitev licence pomeni, da je kandidat opravil zahtevano prakso in predstavlja uradno potrdilo opravljenem izobraževanju.

## Uporabnost testov poznavanja dela
Testi poznavanja dela so uporabni v primerih, ko je bil posameznik že usposobljen za določeno delo, že poseduje določeno količino znanja preden ga zaposlimo in v primerih, ko morajo kandidati za delo posedovati specifično in tehnično znanje, ki ga lahko pridobijo le preko daljšega časovnega obdobja, intenzivnih izkušenj ali treninga.
Testi za poznavanje dela niso uporabni v primerih, ko bomo kandidate za delo po končanem selekcijskem postopku usposabljali za znanja potrebna za določeno delovno mesto. Prav tako niso uporabni v primeru, ko pričakujemo, da se bodo kandidati za delo naučili novih veščin v predvidenem času.
Teste poznavanja dela najpogosteje uporabljamo za potrjevanje mojstrstva, ocenjevanje usposabljanja ali vrednotenje poklicnih odločitev, v selekcijskih postopkih in pri procesih napredovanja. Uporabni pa so tudi za ocenjevanje delovne uspešnosti.
Poznavanje dela je pomembno za kadrovsko službo in delodajalca, saj pomembno vpliva na motivacijo posameznika, njegovo zadovoljstvo z delom in delovno uspešnost.

### Testi poznavanja dela znotraj selekcijskih postopkov
Teste poznavanja dela najbolj pogosto omenjamo znotraj selekcijskih postopkov in testiranjih kandidatov za zaposlitev. Testiranje kandidatov za zaposlitev je navadno pisno in ustno, obstajajo pa tudi druge vrste preverjanja z različnimi metodami in testi, ki imajo namen oceniti primernost in zaželenost kandidata za delovno mesto na katerega se prijavlja.
Osnovno načelo izbire kandidatov je ujemanje med rezultati testov in drugih selekcijskih postopkov z delovnimi zahtevami. Pri testiranju kandidatov za delo uporabljamo različne tipe ocenjevanja med katere spadajo tudi testi poznavanja dela. Nekateri testi bolje korelirajo z delovnimi zahtevami, drugi slabše, zato večina delodajalcev uporablja več kot en test in s tem poveča napovedno moč rezultatov in olajša selekcijski postopek kandidatov.

## Sestava in oblika testov poznavanja dela
Testi poznavanja dela so pogosto sestavljeni na osnovi analize delovnih nalog, ki sestavljajo delovno mesto, za katerega se kandidat poteguje. Najbolj tipična oblika testov poznavanja dela so vprašanja izbirnega tipa odgovorov, poznamo pa tudi oblike pisnih esejev ali odprtih vprašanj ter vprašanj za dopolnjevanje.

### Dva pristopa za sestavo testov poznavanja dela
Poznamo dva pristopa za sestavo testov poznavanja dela. Pristop delovnih zahtev meri osvojene formalne delovne zahteve. Pristop delovnih izkušenj pa meri osvojeno znanje področij, ki jih delovno mesto skozi različne učne priložnosti ponuja.
Oba pristopa se razlikujeta v predpostavkah o kandidatu. Pristop delovnih zahtev predvideva, da se kandidati razlikujejo v stopnji minimalnega zahtevanega znanja, presežek v dosežku znanja pa vodi do boljše delovne uspešnosti. Pristop delovnih izkušenj pa predvideva, da vsi kandidati presegajo minimalno zahtevano znanje, je pa kvaliteta prilagajanja na delo najbolj razvidna v uporabi učnih priložnosti, ki jih delovno mesto ponuja.

## Ocenjevanje in interpretacija testov poznavanja dela
Teste poznavanja dela lahko sestavimo, ocenjujejo in interpretiramo z uporabo klasične testne teorije ali s teorijo odgovorov postavk. Pri tem ima klasična testna teorija prednost, da priskrbi diagnostične informacije o vsaki posamezni postavki, ki jih lahko uporabimo tudi za izboljšanje postavk in testa.

## Pomanjkljivost testov poznavanja dela
Glavna pomanjkljivost je pomanjkanje pozornosti, ki jo raziskovalci namenjajo preučevanju poznavanju dela. Trendi v družbi in znanosti sicer nakazujejo pomembnost poznavanja dela, a kljub njegovi praktični in teoretični pomembnosti je koncept deležen le redkih raziskav. Trenutno še ne obstaja raziskava ali literatura, ki bi ponudila jasno konceptualizacijo poznavanja dela, čeprav je sam konstrukt poznavanja dela konstantno označen za enega izmed glavnih napovednikov delovne uspešnosti.

## Zunanji viri
- https://www.siop.org/
- https://www.opm.gov/policy-data-oversight/assessment-and-selection/other-assessment-methods/job-knowledge-tests/